# Emma Mærsk
 Der er for få eller ingen kildehenvisninger i denne artikel, hvilket er et problem. Du kan hjælpe ved at angive troværdige kilder til de påstande, som fremføres i artiklen.

Emma Mærsk er et containerskib ejet af Maersk Line. Skibet er bygget på Lindøværftet, navngivet efter Mærsk Mc-Kinney Møllers afdøde hustru Emma og blev døbt den 12. august 2006 af Ane Mærsk Mc-Kinney Uggla. Rederiet opgiver skibets kapacitet til 15.550 TEU (en TEU svarer til en 20 fods container). Jomfrusejladsen afgik fra Aarhus den 7. september 2006.

## Konstruktion
Skibet er bygget af Odense Staalskibsværft A/S (Lindøværftet) med nybygningsnummer L 203. Skibet var planlagt leveret i juli 2006, men i juni blev det ufærdige skib ramt af en brand forårsaget af en svejseglød, som skadede dele af maskinrummet og overbygningen voldsomt. Byggeriet blev forsinket et par måneder og kostede et ekstra trecifret millionbeløb, da der skulle monteres en ny overbygning.
Skibet er udstyret med en 14 cylindret hovedmotor af typen Wärtsilä RT-flex, som yder 110.000 HK. Specielt for konstruktionen er to elektromotorer på til sammen yderligere 18.000 kW. De kan, koblet direkte til skrueakslen, bidrage til fremdrivningen, enten som supplement til hovedmaskinen, eller som alternativ til den. Strømmen til elektromotorerne kan leveres såvel fra hjælpemaskinerne som fra en anden af skibets tekniske finesser: Waste Heat Recovery anlægget. Det omsætter via en dampkedel og en dampturbine spildvarmen i udstødningsgassen til elektricitet. Rederiet understreger, at der i konstruktionen er taget hensyn til miljøet. Fx er skroget under vandlinjen malet med silikonebaseret maling, som mindsker skibets modstand og således sparer 1.200 tons brændstof om året.
Skibet blev navngivet efter Emma Mc-Kinney Møller, som var skibsreder Mærsk Mc-Kinney Møllers livsledsagerske gennem 65 år. Hun døde i december 2005. Skibets gudmor, næstformand i rederiet Ane Mærsk Mc-Kinney Uggla, kunne således mindes sin mor, da hun navngav skibet den 12. august 2006. Rederigruppen havde tidligere et skib af samme navn. Det var et tankskib, som opererede i 1990'erne.
Skibet afgik fra værftet ved Munkebo den 16. august. Grundet skibets enorme størrelse blev det bugseret baglæns ud af Odense Fjord af otte slæbebåde. Skibet var tømt for al last, så skruen var synlig. Dette til trods udgjorde skibet 60.000 tons med en dybgang på syv meter. Efter to timers bugsering var skibet fri af fjorden og kunne tankes op fra et tankskib, inden det begyndte en uges testsejladser forud for jomfrurejsen.

## Dimensioner
Skibet er 398 meter langt og 56 meter bredt; det svarer til ca. fire fodboldbaner lagt efter hinanden. Det har en højde på 100 meter og en total tonnage på 156.907 tons. Trods skibets størrelse kan besætningen udgøre så lidt som 13 personer.
Rederiet opgiver, at skibets kapacitet er 15.550 TEU. Heri indgår 1.000 40 fods kølecontainere. Skibet laster 22 containere i bredden og formentlig otte i højden. Usikkerheden kan bl.a. stamme fra, at rederiet kan have opgjort kapacitet i high-cube containere.
Det hidtil største skib Xin Los Angeles har en total tonnage på 115.000 tons og en kapacitet på 9.580 TEU fordelt med 18 containere i bredden. Mærsk-Møller-gruppens hidtil største skib laster 9.120 TEU.

## Brug
Skibet er indregistreret i Tårbæk nord for København.
Skibet indgår i rederiets rutenet mellem Europa og Asien. Jomfrusejladsen gik fra Århus den 12. september 2006 via Göteborg, Rotterdam, Suezkanalen til Hong Kong.
Skibet var det første af otte søsterskibe, som Lindøværftet leverede til rederigruppen frem til begyndelsen af 2008. Det sidste var Eugen Mærsk. I aftalen lå mulighed for at bygge skibe, som var endnu større end Emma Mærsk, men det blev aldrig aktuelt. I stedet byggede værftet i forlængelse af "serie PS", som Emma Mærsk og hendes søstre internt kaldes i gruppen, en serie på seks skibe lignende G-klassen, der blev leveret til Mærsk før Emma Mærsk. Med afleveringen af det sidste af dem, afsluttede Lindø i marts 2009 byggeriet af store containerskibe, idet det ville koncentrere sig om mindre skibstyper.
Flere af rederiets konkurrenter bl.a. Hanjin Shipping har kundgjort planer om at gå ind i markedet for containerskibe på mere end 10.000 TEU. Hanjins skibe vil blive leveret af Samsung Heavy Industries.

## Uheld
Den 1. februar 2013 på vej sydpå i Suez-kanalen beskadigede det en agter-thruster og tog så meget vand ind, at det måtte bugseres til Port Said for lodsning af 13.500 containere og videre undersøgelser. Der var ikke fare for, at det ville synke. Maskinrummet inkl. hovedmotoren stod under 16 m vand. Mærsk Line skønnede, at det ville tage tre-fire måneder, før skibet atter kunne sættes i drift, og det skete 1. august 2013 fra Palermo på Sicilien efter endt reparation.